# 1892
Năm 1892 (MDCCCXCII) là một năm thường bắt đầu vào Thứ sáu (liên kết sẽ hiển thị đầy đủ lịch) trong Lịch Gregory (hoặc một năm thường bắt đầu vào Thứ tư trong Lịch Julius chậm hơn 12 ngày).

## Sinh
- 1 tháng 3 – Akutagawa Ryunosuke, nhà văn Người Nhật thuộc văn phái Tân hiện thực (shingenjitsushugi). (m. 1927)
- 8 tháng 3 – Aliaksandr Ryhoravič Čarviakoŭ, chủ tịch Byelorussia Xô viết (m. 1937).[1]
- 17 tháng 12 – Phạm Quỳnh, Thượng thư Triều Bảo Đại (m. 1945).
- 22 tháng 12 – Cao Văn Lầu, nhạc sĩ và là tác giả của bài cải lương Dạ Cổ Hoài Lang (m. 1976).
- Manfred von Richthofen, phi công Ách của Đức

## Mất
- 17 tháng 4 – Nguyễn Phúc Trang Nhàn, phong hiệu Triêm Đức Công chúa, công chúa con vua Minh Mạng (s. 1825).
- 18 tháng 4 – Nguyễn Phúc Vĩnh Trinh, phong hiệu Quy Đức Công chúa, công chúa con vua Minh Mạng (s. 1824).
- Không rõ – Nguyễn Thị Huyên, phong hiệu Tam giai Đức tần, phi tần của vua Thiệu Trị (s. 1816).